# Daniel Martín Alexandre
Dani Martín Alexandre (Sevilla, 16 de setembre de 1981) és un exfutbolista andalús, que ocupava la posició de davanter. Ha estat internacional amb les seleccions espanyoles sub-18, sub-20 i sub-21.

## Trajectòria
Sorgeix del planter del Reial Betis, i la temporada 01/02 debuta amb el primer equip a la màxima categoria, marcant eixe any 5 gols en 17 partits. Durant les següents temporades va formar part del planter bètic, però no va poder assolir la continuïtat en l'onze inicial, en part a causa de les lesions.
Va marcar el gol definitiu, al minut 114, de la final de la Copa del Rei del 2005, davant el CA Osasuna. Dos anys després, un altre gol seu eliminava al Reial Madrid del torneig coper. També va marcar davant el Chelsea FC a la Lliga de Campions.
La temporada 07/08 és cedit al Cadis CF, de Segona Divisió, amb qui realitza una bona temporada, amb deu gols en 35 partits, tot i que l'equip gadità perdria la categoria. A l'any següent seria cedit de nou, ara a l'Elx CF, però tornaria a ser afectat per les lesions.
Actualment (temporada 2011-12) juga al CE Atlètic Balears